# Base aérienne Volkel-Uden
La base aérienne Volkel-Uden, (code IATA : UDE • code OACI : EHVK) est une base aérienne de la Armée de l'air royale néerlandaise à Volkel sur la commune de Maashorst dans la province néerlandaise du  Brabant-Septentrional.

## Histoire
En 1940, au début de la Seconde Guerre mondiale les occupants allemands installent à Volkel un Nachtlandeplatz, halte de nuit pour des avions de chasse. C'est un lieu stratégique au sud des grands fleuves qui traversent les Pays-Bas, puisque les bombardiers des alliés s'orientent la nuit au-dessus les Pays-Bas obscurcis par  le couvre-feu sur ces grands fleuves pour se diriger vers la région de la Ruhr en Allemagne. Les occupants allemands y construisent une piste d'atterrissage pavée de briques. 
Après la guerre cette Fliegerhorst sera le noyau à partir duquel se forme la base aérienne de Volkel, qui est le moteur du développement de Volkel et même pour Uden, chef-lieu de la commune. En 1949, on y installe un centre de formation pour l'aéronavale néerlandaise qui utilisent la piste d'atterrissage pour les exercices de décollage et d'atterrissage. En 1950 la base est transmise à l'Armée de l'air royale néerlandaise qui l'agrandit. Une part de la base est mise à disposition de l'armée américaine.   
Pendant les années 1980, Volkel est le lieu de fréquentes manifestations antinucléaires, à la suite de soupçons que les Américains auraient installé secrètement des armes nucléaires sur la base. Elle dispose onze armatures de protection pouvant abriter chacune quatre bombes nucléaires B61 dont cinq sont « chaudes » – ce qui signifie qu’elles sont armées – et six « froides » dans les années 2010.
En 2013, 22 bombes nucléaires B61 de l'USAFE sont officiellement stockées sur la base pouvant en entreposer jusqu’à 44 depuis septembre 1991 sous la garde du 703e escadron de support des munitions (703th Munitions Support Squadron) de l'USAF (anciennement le 752e escadron jusqu'en 2004), et destiné à être utilisé par les escadrons 311 et 312 de l'armée de l'air royale néerlandaise équipés de F-16. 
La base de Volkel organise une fois par trois ans une journée portes ouvertes avec démonstrations de vol. Le village de Volkel organise chaque année une grande fête avec démonstrations de vol, nommée « Volkel in de wolken » (Volkel dans les nuages).
Il existe des tentatives de donner à la base aérienne un usage mixte, militaire et civil, comme aéroport régional ayant pour nom Uden Airport. Le nom a déjà été changé en base aérienne Volkel-Uden et l'armée a accepté pour l'instant que des hélicoptères de l'équipe mobile médicale civile régionale en coopération avec l'hôpital universitaire de l'université Radboud de Nimègue y soient stationnés.